# 奥姆真理教
奥姆真理教（日语：オウム真理教），是日本一個融合瑜伽、印度教、气功、藏傳佛教和基督教元素的世界末日新興宗教團體，社會普遍認為其為邪教及恐怖組織。創立於1984年，教主為麻原彰晃，在2000年破產，現已瓦解。至2004年，該組織的存續機構「阿雷夫」（アレフ）會員約有1500至2000人。
在高峰時期的1995年，該組織曾在日本本土有15,400多名會員。因為涉及松本沙林毒氣事件、坂本堤律師滅門慘案、龜戶異臭事件與東京地鐵沙林毒氣事件等恐怖活動，民間一般視其為邪教組織，也被日本、加拿大、俄羅斯、欧盟等國家和組織認定其為恐怖組織。美国曾长期视其为恐怖组织，直到2022年美国国务院认定其大致已停止活动。因犯罪包含教主共有13名被判死刑，6名無期徒刑，其餘成員分別判處1年至20年有期徒刑，1名無罪。已全數定讞。2018年7月6日，經時任法務大臣上川陽子批准後，麻原彰晃與原教团核心干部早川紀代秀、井上嘉浩、新实智光、土谷正實、中川智正和远藤诚一等七人執行绞刑。安倍內閣已加強警方戒備，嚴防信眾報復。2018年7月26日，上川陽子批准再度執行死刑，林泰男（又名「小池泰男」）、岡崎一明、横山真人、端本悟、丰田亨、廣瀨健一等六人執行絞刑，至此，全案13名死刑犯全數伏法。
此外，2016年遭俄羅斯聯邦最高法院認定為恐怖組織，禁止一切傳教行為，斷絕了自2012以來提供日本國內傳教的資金募集管道。幹部米哈伊爾·烏斯強采夫（Mikhail Ustyantsev）於2020年11月遭判15年有期徒刑，然而至2021年2月俄羅斯境內仍有約130名信徒。

## 历史

### 起始
1984年2月，麻原彰晃（本名為松本智津夫）设立奥姆真理教的前身—瑜伽道場“奥姆神仙会”。同年7月，“奥姆神仙会”改称“奥姆真理教”，麻原彰晃自称教主，並經常在公眾面前顯示自己在空中漂浮的能力，藉以吸引信眾。
1986年麻原彰晃去喜馬拉雅山，自稱得到最終解脫。
麻原自稱因得到解脫而獲得超能力，以追求神秘體驗的年輕人為中心，組織急速的膨脹。並且，麻原自稱為「大黑天」的化身，利用該神竭力救濟的形象，讓教義邁向「為達成目的可以不擇手段」。
1987年，從「奧姆神仙會」改名，於東京都澀谷區設立宗教團體「奧姆真理教」。同年11月設立紐約支部。
1989年8月25日，於東京都獲得宗教法人的認證。
被認可為宗教法人後，開始在日本全國各地設置支部和道場。在俄羅斯、斯里蘭卡等外國也設置了支部，開始在大學舉行演講會，並以奧姆編輯部發行出版物，以年輕人為中心開展傳教活動。
1989年時，有大約1萬人左右的信教者存在。

### 開始進行違法活動

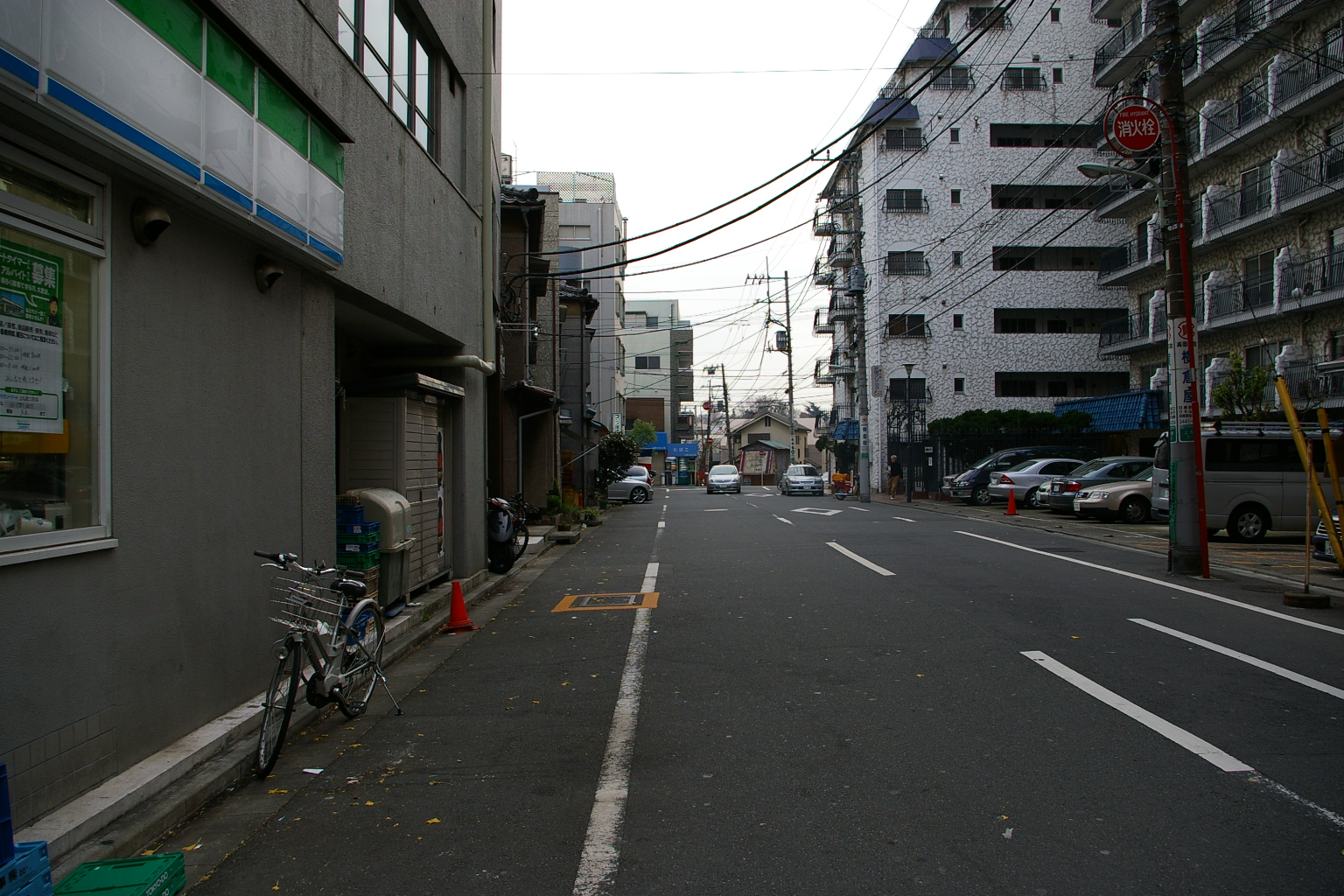
公証局事務長綁架監禁致死事件案發現場

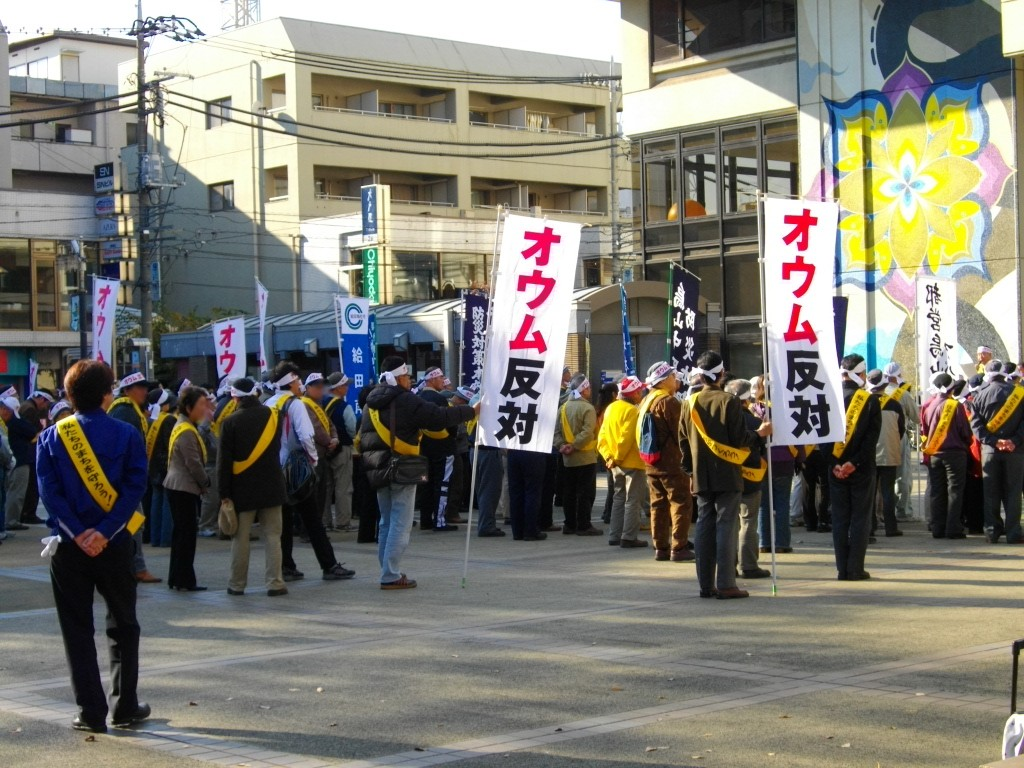
居民對奧姆真理教的驅逐運動

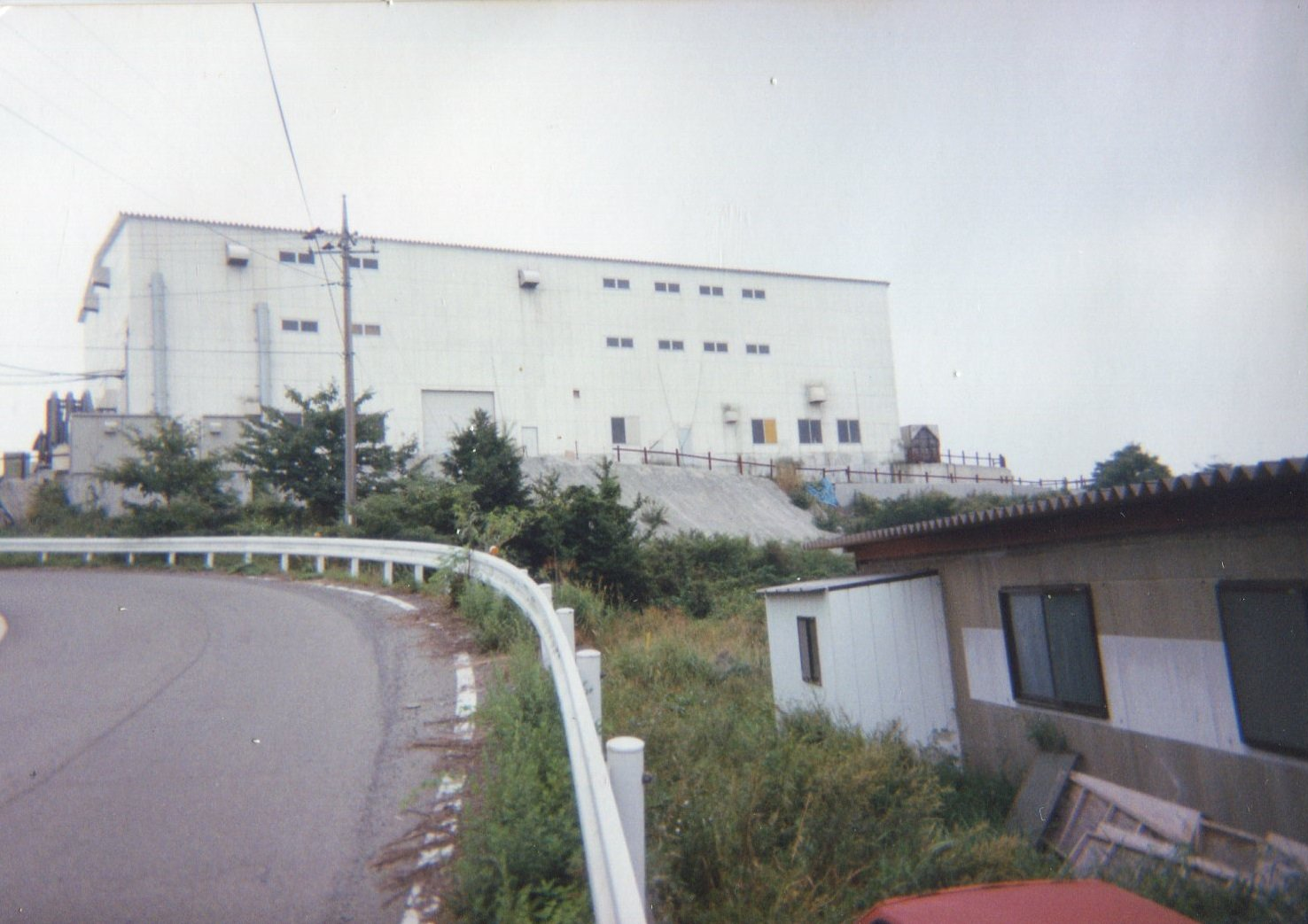
上九一色村的奥姆真理教設施

雖然在1988年發生了在家信徒死亡事件，1989年發生了男性信徒殺害事件和坂本堤律師滅門慘案等兇惡犯罪事件，但這些事件並沒有給當時的奧姆真理教帶來嫌疑，如坂本律師被認為有自行離群索居的可能性，故尚未能確定事件的犯罪性質。
1990年成立真理黨，以向第39屆眾議院議員總選舉推舉大量候選人（24人）（全員落選）等奇特的行為獲得了世間的關注，修行的情景被雜誌和電視台報導，知名度逐漸上升。同年5月，為實行香巴拉化計畫試圖進入熊本縣波野村（現阿蘇市），但遭到了當地居民激烈的反對。並且，與此相關的，教團因國土利用計劃法違反事件而受到強制搜查。最終波野村同意以9億2000萬日元買回奧姆真理教5000萬日元入手的土地。成為了奧姆真理教巨大的資金源。以此為契機，幾乎同時期在全國各奧姆真理教的設施附近，廣泛掀起了驅逐運動。
因選舉的結果和全國各地的反對運動，麻原強烈的感覺到自己完全不被社會所接受，並企圖透過包括違法犯罪在內的手段使教團形象上升，得到社會範圍的認知。麻原定1991年為「救濟元年」（教團內部以此作年号使用），使對教團能獲得正面性理解的行動活躍化。麻原開始頻繁出現在媒體上，如接受雜誌的採訪或是進行和名人的對談，電視、廣播也有出演，甚至有上綜藝節目，試圖以宗教家般的言行博取人氣，除此之外還有舉行演講會，對俄羅斯和東南亞各國、非洲各國的訪問和支援活動，大量發行出版物等行為，試圖獲得正面性的評價。以麻原名義出版的著作雖以宗教相關為多，但也有為獲得一般受眾關注的與宗教不直接相關的著作。其中也有登上月內暢銷書榜的作品，似乎有著相當的銷量，但到底是因為與教團無關的一般人的購入的結果，還是為製造熱賣現象或是作為修行的一環而使信徒大量購買的結果，並未判明。也實行了向圖書館的寄贈、送存，麻原的著作等奧姆真理教的出版物現在於日本國會圖書館有收藏。特別是為了獲得年輕的入教者，麻原開始於以年輕人為受眾的雜誌登場，以更高的頻率舉辦著於1980年代末開始的在大學的演講會。因這些活動，教團雖然獲得了一些關注，但也有被媒體嚴厲追查的場面。結果只是獲得了類似“奇怪的群體”這樣的評價。於1992年為在沙林事件後廣泛傳播信息，成立名為“マハーポーシャ”的電腦公司。以販賣廉價電腦而獲得活動資金，並為對電腦感興趣的年輕人等所熟知。同年他為了取得伊波拉病毒，前往扎伊爾（今刚果民主共和国），最終失敗。
1993年以後麻原不再主動於媒體出鏡，開始計劃惡性犯罪。1994年和1995年發動了大量的惡性事件。其中一些事件使教團開始受嫌疑，警方的監視開始強化。但是，因存在松本沙林毒氣事件後懷疑第一報案人並重點追查等細節，在事後，調查的粗糙受到了批評。另一方面，媒體不斷的進行着關於奧姆真理教的報導。此時奧姆真理教開始試圖強調布施，對退出教團的信徒加強接觸，開始灌輸哈米吉多頓思想。大量進行使用致幻劑LSD的入教儀式。過去的收費是100萬日元，對於沒能進階的信徒大幅度的降價，有教徒以5萬日元的價格接受了入教儀式。全部的出家信徒都受過使用LSD的入教儀式。當時的信徒數量為，出家信徒1300人，包括在家信徒的總信教者有約1萬人。使用LSD的入教儀式麻原自身也嘗試過。在奧姆真理教的宗教設施中建造了單人牢房，把對教團持有疑問的信徒關進單人牢房內，播放麻原的講話錄音，被囚禁的信徒往往變成精神異常。一些剛出家的信徒，發現教團的實際情況和想像中的有很大差距而想要回家時，被數位身強力壯的信徒強行關入單人牢房的情況時有發生。製作了名為“《信徒用決意》”的文件，內容為信徒的行為方針，強調了要把財產布施給教團。麻原以激烈的言論如“不論是哭是喊都要全部搶奪下來”、“剝奪身外之物是偉大的積累功德的事”、“為幫助靈魂的飛躍而剝光”來強硬要求收集資金。這漸漸發展為一系列的針對信徒的監禁、誘拐事件。
麻原的疑心不斷加重，命林郁夫開發了一種使用麻醉藥硫噴妥鈉（被用於刑偵的吐實藥）的儀式，對意識朦朧的受試者詢問對麻原的忠心，疑心加重的麻原不斷的要求林郁夫對行為可疑的人實行這個儀式。並且，麻原命令林郁夫監視每個信徒的行動。信徒甚至被禁止向他人透露自己的工作內容。隨著和社會的傾軋，開始強調教團內部有警察的臥底潛伏。在教團內的自治省，要求信徒互相監視、告密。教團內的疑神疑鬼不斷加重，開始試圖操控記憶。林郁夫開始對信徒使用電擊。因為對被綁架的女性信徒使用硫噴妥鈉後詢問“你為什麼會在這裡”會回答“被綁架來的”，便使用林郁夫開發的電擊機器對其施予100V的電擊。3次电击後收到了效果，女性信徒回答了“不知道”。在事件後，在被救出的信徒中也有其他受過電擊的人存在，其中有些人變得不會寫字或是失去了記憶。
1995年，警方決定對其全國的教團設施進行搜查。提前得知了搜查情報的奧姆真理教幹部為了轉移警方的注意力，決定在首都引發大事件，3月20日實行了地鐵沙林毒氣事件，但是事件2日後的3月22日，位於山梨縣上九一色村（現富士河口湖町）的教團總部設施被實行了強制搜查。從設施中搜查出了沙林等化學武器的製造設備、生物武器設備、散布用的軍用直升機等，奧姆真理教的特殊的真實情況被判明。在此之後，教團的幹部級信徒接連因相應事件的嫌疑被逮捕。1995年5月16日，作為教團代表的松本智津夫（麻原彰晃）於上九一色村的教團設施內被逮捕。
奥姆真理教曾策划“十一月战争”计划，计划原订于1995年11月实施，他们计划在日本国会开幕式上，使用之前购入的军用直升机在东京上空散播有毒气体，包括沙林毒气、肉毒杆菌和VX瓦斯。
麻原的四女松本聰香曾出版《我為甚麼是麻原彰晃的女兒》一書，揭露父親淫亂又奢糜的行徑。她提到，父親有100多名情婦，全是教團幹部或成員，前後至少生了15個孩子，除了財務大臣石井久子是頭號情婦（又被稱為「女帝」）外，更有一支情婦部隊「荼枳尼天」，其成員還得經過女帝審核。書中寫道，女信徒入教時，照片會被送到教團總部，然後依麻原彰晃喜好挑選，入選者將直接由本人面試，並進行「做愛試驗」，而麻原彰晃特別喜歡處女，若符合資格，便能坐享許多特權。更令人髮指的是，麻原彰晃將這種「宗教儀式」稱為犧牲，表示作為最終解脫者，只好幫助少女們提升到更高的境界。而他所謂的神聖儀式，是叫情婦們飲用自己的精液，並以口互傳，還會將她們的陰毛剃下，用瓶子蒐集再貼上姓名。此外，信眾們還會拿麻原的洗澡水煮菜，據傳200cc要價2萬日元（約新臺幣5500元），甚至連他的頭髮、指甲都能被當成聖物販賣。

### 破产及分裂

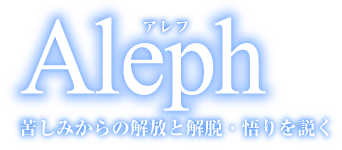
阿雷夫 (Aleph)

2000年1月18日因教团破产，奥姆真理教被破产管理人要求更改教名为阿雷夫“Aleph”（アレフ）。
2006年9月15日，奥姆真理教教主、东京地铁沙林毒气事件主谋麻原彰晃死刑确定且不得上诉。麻原彰晃最终于2018年7月6日被执行死刑。
2007年（平成19年）5月，部分被称为上祐派的成员在上祐史浩的带领下脱会，组成完全排除麻原教义的新教会“光之轮”。
2011年11月21日，日本最高法院驳回远藤诚一的上诉，维持原来的死刑判决，这标志着毒气事件案件最后一个成员的审判结束。2012年1月2日，逃亡近17年的骨干成员平田信到警察局自首，涉嫌製造沙林毒氣的女性嫌犯菊地直子，也於2012年6月3日在神奈川縣落網。最後一名在逃的嫌犯高橋克也，於2012年6月15日於東京的一家漫畫網咖落網。

### 死刑判决和执行
麻原彰晃（原名松本智津夫，63岁）正法数周之后，日本法務省在7月26日上午将涉及此案的另外六名成员問絞。被执行死刑的是林泰男（60岁）、冈崎一明（57岁）、横山真人（54岁）、端本悟（51岁）、丰田亨（50岁）、广濑健一（54岁），所有奥姆真理教犯案死囚，皆已伏誅。
有分析认为，在麻原彰晃的神化和后继团体的报复令人担忧的背景下，法相上川阳子希望通过接连执行死刑，防止不测事态。根据终审判决书资料，教团1989年11月在横滨市内杀害了“奥姆真理教被害对策辩护团”的律师坂本堤（当时33岁）、其妻（29岁）及长子（1岁）一家3口，之后将遗体埋在山中。1994年6月，在长野县松本市内散布沙林毒气，造成7人死亡。1995年3月，在东京3条地铁线路中散布沙林毒气，杀害了13人。冈崎一明和端本悟两人参与杀害了坂本律师一家。林泰男和横山真人直接负责散布沙林毒气。广濑健一和丰田亨在教团内负责武器制造等。分析认为，虽然日本的惯例是同一事件的共犯在同一时间行刑，但法务省考虑到拘置所的空间限制，以及大量行刑可能会招致国际批评等情况，采取了分批行刑的做法。
2019年1月1日，日本东京21岁男子自称报复政府处决13名奥姆真理教核心成员而在涩谷区竹下通撞向行人，导致最少8人受伤，其中1人重伤。

## 主要犯罪事件列表
| 發生年月日     | 事件名                       | 死者 | 受傷者   | 動機                                                 |
| -------------- | ---------------------------- | ---- | -------- | ---------------------------------------------------- |
| 1989年2月      | 男性信徒殺害事件             | 1名  | 無       | 殺害對反抗教團的信徒                                 |
| 1989年11月     | 坂本堤律師滅門慘案           | 3名  | 無       | 殺害告發教團的律師                                   |
| 1993年11月開始 | 建設製造沙林成套設備事件     | 無   | 無       | 以殺害不特定多數的人為目的製造沙林毒氣               |
| 1994年1月30日  | 私刑殺害藥劑師事件           | 1名  | 無       | 殺害試圖使人脫離教團的人物                           |
| 1994年5月9日   | 瀧本太郎律師沙林毒氣襲擊事件 | 無   | 1名      | 殺害告發教團的律師未遂                               |
| 1994年6月開始  | 密造自動步槍事件             | 無   | 無       | 教團的武裝化                                         |
| 1994年6月27日  | 松本沙林毒氣事件             | 7名  | 660人    | 殺害負責教團松本支部撤出的法官                       |
| 1994年7月10日  | 男性現役信徒私刑殺人事件     | 1名  | 無       | 殺害被懷疑為臥底的信徒                               |
| 1994年12月2日  | 停車場經營者VX襲撃事件       | 無   | 1名      | 殺害掩護從教團脫離的信徒的停車場經營者               |
| 1994年12月12日 | 公司職員VX殺害事件           | 1名  | 無       | 殺害被懷疑為臥底的信徒                               |
| 1995年1月4日   | 受害者協會會長VX襲擊事件     | 無   | 1名      | 殺害告發教團的受害者協會會長                         |
| 1995年2月28日  | 公証局事務長綁架監禁致死事件 | 1名  | 無       | 得到曾信奉該宗教的被害人妹妹所擁有的土地與財產       |
| 1995年3月20日  | 東京地鐵沙林毒氣事件         | 12名 | 約6300人 | 擾亂針對教團的搜查和首都圈的混亂                     |
| 1995年4月-5月  | 新宿站氰化钠氣事件           | 無   | 無       | 擾亂針對教團的搜查和首都圈的混亂                     |
| 1995年5月16日  | 東京都廳包裹炸彈事件         | 無   | 1名      | 阻擾擁有解散教團權限的東京都知事和擾亂針對教團的搜查 |

※ 死者為刑事審判認定的死者数。
1. ↑  審判時認定的死者數，未計入河野義行的妻子。
2. ↑  2008年12月實行的奧姆真理教受害者救濟法中是包括了事件後一日在入浴時溺死的男性，共計13名[26]。

## 历年公开信徒数
- 1985年12月 - 15人
- 1986年10月 - 35人
- 1987年2月 - 600人
- 1987年7月 - 1,300人
- 1988年8月 - 3,000人
- 1995年3月 - 15,400人（出家1,400人、在家14,000人）
- 1997年7月 - 5,500人（出家500人、在家5,000人）
- 1997年12月 - 2,200人（出家900人、在家1,300人）
- 2000年 - 1,115人（教团向公安调查厅报告的数量）
- 2003年2月 - 1,251人（教团向公安调查厅报告的数量）
- 2010年 - 约1,500人（数据来源：公安调查厅），其中出家信徒约500人（其中上祐派约50人），在家信徒约1000人（其中上祐派约150人）。[2]
- 2021年2月 - 約1,650人（出家信徒約250人，在家信徒約1,400人），在日本國內15個行政區有共計31所據點，另於俄羅斯境內仍有信徒約130人。[27]

## 歌曲
奧姆真理教曾製作教團相關歌曲，名為尊師26曲集。除尊師26曲集外，奧姆真理教亦有製作其他歌曲。在所有曲目之中，以教團製作動畫的主題曲「超越神力」最為知名。相關歌曲的完整列表可參照日本維基百科上的條目：「奧姆真理教的音樂」